# Johann Michael Sattler
Pour les articles homonymes, voir Sattler.
Johann Michael Sattler, né le 28 septembre 1786 à Neuberg près de Herzogenburg, en Basse-Autriche et mort le 28 septembre 1847 à Mattsee, est un portraitiste et paysagiste autrichien, auteur entre autres du fameux panorama de Sattler.

## Biographie
Sattler  étudie à partir de 1804 à l'Académie des beaux-arts de Vienne dans la classe du professeur Hubert Maurer et devient portraitiste. Il épouse Maria Maurer en 1816, fille adoptive du professeur Maurer. Il s'installe en 1819 à Salzbourg. Il fait le portrait de l'empereur François Ier en 1824 qui est alors en séjour à Salzbourg, dont il est émerveillé par la beauté. Il souhaite que l'on en fasse un panorama peint.
Sattler s'attèle à la tâche avec des esquisses et l'aide de Friedrich Loos et Johann Joseph Schindler. Il termine son œuvre en 1829 qui représente une vue à 360 degrés du paysage, à partir du château de Salzbourg. Ensuite, il voyage avec sa femme et ses enfants à travers l'Europe et ses grandes villes, jusqu'en 1839. Son fils, Hubert, est également peintre.
Johann Michael Sattler est fait en 1829 citoyen d'honneur de la ville de Salzbourg.
Il est enterré au cimetière Saint-Sébastien, puis transféré au cimetière communal.

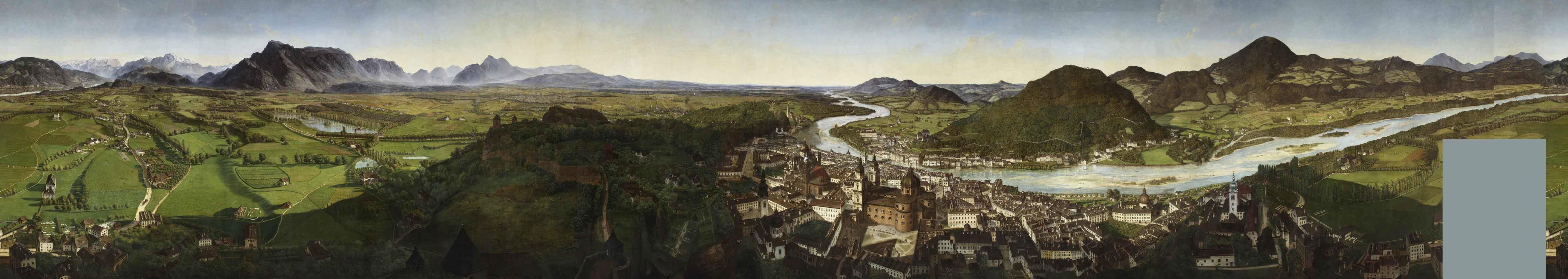
Le panorama de Sattler au musée de Salzbourg.